# Bordón. Revista de Pedagogía
Bordón. Revista de Pedagogía – hiszpański kwartalnik naukowy z dziedziny edukacji i pedagogiki wydawany przez Hiszpańskie Towarzystwo Pedagogiczne, dostępny w wersji papierowej i elektronicznej.

## Charakterystyka
Czasopismo zostało założone w 1949 wraz z Hiszpańskim Towarzystwem Pedagogicznym i początkowo nosiło skrócony tytuł Bordón. Dąży do multidyscyplinarnego ujmowania wiedzy, wymiany pomysłów i doświadczeń oraz refleksji wśród przedstawicieli wszystkich specjalności pedagogicznych i edukacyjnych. Jest indeksowane w dwóch najważniejszych międzynarodowych bazach danych: Web of Science i Scopus. Ponadto utrzymuje znak jakości przyznawany przez FECYT (Hiszpańską Fundację Nauki i Technologii), najważniejszy i najbardziej rygorystycznie przyznawany certyfikat w Hiszpanii dla czasopism naukowych.

## Historia
Kiedy w 1949 roku powstało Hiszpańskie Towarzystwo Pedagogiczne i magazyn Bordón, miały one za cel odbudowanie po hiszpańskiej wojnie domowej hierarchii wartości i koncepcji pedagogicznych, które po konflikcie w dużej mierze zmieniły swój paradygmat. Sytuacja ta była szczególnie widoczna w dziedzinie edukacji, zarówno w jej sferze konceptualnej, jak i w zakresie głównych celów oraz w wytycznych politycznych dotyczących jej kierunku, rozwoju, reorganizacji i kontroli ideologicznej. Pedagogika rozpowszechniona w Hiszpanii w pierwszych trzech dekadach XX wieku musiała, według redaktorów, zostać zastąpiona inną, bardziej spójną z nowymi wartościami promowanymi przez państwo hiszpańskie. Magazyn odegrał ważną rolę we wprowadzeniu i rozwoju nowej orientacji pedagogicznej, której jednym z elementów było bez wątpienia przyjęcie metodologii empirycznej w badaniach edukacyjnych.
Pismo założono podczas Międzynarodowego Kongresu Pedagogicznego, który odbył się z okazji trzechsetlecia śmierci św. Józefa Kalasantego i miał miejsce w Santander i San Sebastián od 19 do 26 lipca 1949.
Podwójny numer 4/5 (sierpień-wrzesień) z 1949 był poświęcony we całości kronice i wnioskom z Międzynarodowego Kongresu Pedagogiki. Od 2000 w magazynie zaszły pewne zmiany. Dodano m.in. podtytuł Bordón. Revista de Pedagogía. Zawiązał się wówczas Komitet Naukowy czasopisma złożony z ekspertów, przedstawicieli wszystkich dziedzin wiedzy pedagogicznej, pochodzących z uniwersytetów w różnych częściach kraju. W 2019 redaktorem naczelnym był Arturo Galán González.